# 襄城城墙
襄城城墙，位于中国河南省襄城县。现存城墙长2297米，高6.5米，宽5米。襄城城墙为河南省境内保存最完整的县城城墙。1998年8月列入襄城县文物保护单位；2000年9月,列入河南省文物保护单位；2013年5月，公布为第七批全国重点文物保护单位。

## 历史
东周周景王五年（前540年），襄城始建城，因周襄王在此居住，因名襄城。
襄城城墙历经汉、魏、晋等朝代多次扩建，隋唐时始至今日之规模。但在明朝之前，城墙为夯土墙。
明朝，始以砖石筑城。嘉靖二十九年(1550年)，主簿樊叙重修城墙；万历二十五年(1597年)，知县李光先以砖筑南、西、北三面城墙。崇祯年间，李自成毁城。
清顺治八年(1651年)，襄城城墙重建；康熙二十一年(1682年)重修城墙。民国至1970年代，城墙南、东、北三面先后被毁，仅存西面城墙。